# Мирко Алвировић
Мирко Алвировић (Дрвар, 23. март 1946 — Београд, 1. април 2018) био je југословенски и српски новинар и инструктор вожње. Оснивач САТ медија групе, новинске куће која производи емисију Саобраћај Аутомобилизам Туризам познатију као САТ, Националне возачке академије (НАВАК) и некадашњи дугогодишњи уредник на Радио Телевизији Србије.

## Биографија

### Младост и школовање
Рођен 23. марта 1946. године, као трећи и најмлађи син Михаила и Анке Алвировић. Родитељи су му били Петровчани. Отац Михаило Алвировић био је из Доброг Села, док је мајка Анка Узелац била из Меденог Поља. Основну школу и први разред гимназије је завршио у родном Дрвару. Након прве године напушта гимназију и пребацује се у Учитељску школу у Бихаћу коју успешно завршава. Током школовања 1963. године, статирао је у филму Десант на Дрвар, где се први пут срео са глумцима попут Љубише Самарџића и Павла Вуисића. Аматерски је глумио у позоришту и због те жеље након завршене средње школе одлучио је да упише Факултет драмских уметности у Београду. На студије у Београд долази 1966. године. Паралелно је спремао пријемни испит и хонорарно је радио на градилишту. На дан пријемног испита стављен је на животни тест, да ли отићи на пријемни испит или одрадити унапред плаћени посао. Одрадио је посао али уместо да постане глумац Академије, уписао је Филолошки факултет, одсек југословенска књижевност. Током студија радио је многе хонорарне послове а 1969. године уписује ауто-школу и полаже за возача Б категорије. Тада је и купио свој први ауто Заставу 750. Следеће 1970. године оженио се дугогодишњом девојком Тањом и отишао на одслужење војног рока у ЈНА. Војску је служио до 1971. године у касарни у Книну.

### Инструктор вожње
Након завршетка војног рока почиње да ради као магационер, међутим овај посао убрзо напушта. Током 1972. године родио му се први син Момир и те године Мирко одлучује да полаже за инструктора вожње. Каријеру инструктора вожње почео је Црвеном сигналу, међутим због сукоба са директором фирме напушта је 1973. године и постаје приватни инструктор. Током своје инструктаже кроз његову школу прошло је много кандидата међу којима су фудбалер Владимир Петровић Пижон, глумица Дара Чаленић и многи други. Први је током своје инструктаже увео систем паркирања са чуњевима. Ту иновацију приметио је тадашњи начелник саобраћајне полиције који га је позвао да постане шеф одељења за полагање возачког испита. У СФРЈ је 1975. године укинута приватна обука возача па се запослио у ауто-школи Семафор. Ова ауто-школа била је у систему Ауто-мото савеза Србије. Убрзо је постао део службе 987 и ту се сусрео са возачким проблемима. Тада је одлучио да у циљу решавања возачких проблема, формира службу за чланове при савезу Београда што је било ново у тадашњој Југославији. Други син Младен рођен је 1976. године а у то време секретар кампинг клуба упознао га је са новинаром Душаном Тешићем, који је Мирку давао часове из новинарства. Током тих година писао је за разне новине и часописе као што су Вечерње новости, дечије новине из Горњег Милановца и многе друге. Крајем 1980. године Мирко прелази у Ауто-мото савез Србије на место секретара за кампинг-туризам и информисање и добија задатак да формира Информативни центар. Тада га је у радио програм први пут укључивао новинар Студија Б Ђоко Вјештица, да је информације о стању на путевима. Међутим 1981. године на састанку колегијума му је замерено да нема диплому новинара, што га је охрабрило да упише Факултет политичких наука у Београду. На факултету су му предложили да упише исти али у Сарајеву што је и урадио. Успешно га је завршио 1985. године и тада постаје новинар. Тих 80-тих година уведене су новине у Републичком савезу. Емитоване су информације о стању на путевима у Ауто-мото савезу Србије уместо у дирекцији за Путеве. Ауто-мото ревија коју је Мирко уређивао почела је да се продаје на киосцима широм Србије и Југославије. Његов таленат је запазио и генерални секретар ауто-мото Савеза Југославије и позвао да са њим обиђе остале ауто-мото савезе осталих република и да тамо формирају информативне центре.

### Новинар РТС-а и САТ
Током 1984. године, Мирко је даље писао за Вечерње новости а повремено се укључивао и у програм Телевизије Београд. Тада је уредник Београдског програма Драган Никитовић затражио од њега да напише прилог за Телевизију. Били су то успешни почеци Миркове ТВ каријере. Добио је понуду уредника Београдског програма Сергеја Шестакова да пређе на телевизију. Поред рубрике коју је уређивао у том периоду додељени су му прилози о војсци и полицији. Управо током 1990. године, свом уреднику је понудио петнаестоминутни блок о Саобраћају, аутомобилизму и туризму који ће постати синоним за његов каснији рад. Те године престао је да пише за Вечерње новости. Прилог који је емитован, следеће 1991. године постаће посебна емисија САТ. Остао је познат по чувеним патролама до туристичких дестинација у Грчкој, Турској, Бугарској, Црној Гори, Хрватској, Босни и Херцеговини и Словенији.

## Последње године
Оперисан је лета 2017. године у Немачкој, али се након хируршког захвата вратио у Србију и указао поверење домаћим лекарима. До краја живота се лечио у Институту за онкологију и радиологију Србије. Преминуо је 1. априла 2018. године, дан касније после легендарног новинара Каменка Катића. Сахрањен је 2. априла 2018. године на Бежанијском гробљу у Београду. Мирко Алвировић је оставио иза себе супругу Тању и синове Момира и Младена.